# Yutaka Ono
Pour les articles homonymes, voir Ono.
Yutaka Ono (小野 豊, Ono Yutaka) (né le 26 mars 1974 sur l'île d'Hokkaidō au Japon) est un joueur professionnel japonais de hockey sur glace.

## Carrière de joueur
Après un lent début professionnel où il joue généralement moins de dix parties par saison, il s'impose un peu plus à partir de la saison 1997-1998. La saison suivante, il récolte 29 points en 40 parties ce qui constitue pour lui un record. Par la suite, dans l'Asia League, il ne réussit pas à atteindre le niveau de sa saison record. Il prend sa retraite du hockey au terme de la saison 2007-2008.
Il a aussi représenté le Japon au Championnat du monde de hockey sur glace et au Championnat du monde de roller in line hockey.

## Statistiques

### En club
| Saison    | Équipe              | Ligue       |    | Saison régulière | Saison régulière | Saison régulière | Saison régulière | Saison régulière |   | Séries éliminatoires | Séries éliminatoires | Séries éliminatoires | Séries éliminatoires | Séries éliminatoires |
| Saison    | Équipe              | Ligue       | PJ | B                | A                | Pts              | Pun              | PJ               | B | A                    | Pts                  | Pun                  |                      |                      |
| 1992-1993 | Seibu Bears Tokyo   | Japon       | 4  | 0                | 0                | 0                | 0                |                  |   |                      |                      |                      |                      |                      |
| 1993-1994 | Seibu Bears Tokyo   | Japon       | 1  | 0                | 0                | 0                | 0                |                  |   |                      |                      |                      |                      |                      |
| 1994-1995 | Seibu Bears Tokyo   | Japon       | 4  | 0                | 0                | 0                | 2                |                  |   |                      |                      |                      |                      |                      |
| 1995-1996 | Seibu Bears Tokyo   | Japon       | 5  | 1                | 0                | 1                | 0                |                  |   |                      |                      |                      |                      |                      |
| 1996-1997 | Seibu Bears Tokyo   | Japon       | 11 | 0                | 2                | 2                | 8                |                  |   |                      |                      |                      |                      |                      |
| 1997-1998 | Seibu Bears Tokyo   | Japon       | 27 | 1                | 4                | 5                | 14               |                  |   |                      |                      |                      |                      |                      |
| 1998-1999 | Seibu Bears Tokyo   | Japon       | 40 | 16               | 13               | 29               | 61               |                  |   |                      |                      |                      |                      |                      |
| 1999-2000 | Seibu Bears Tokyo   | Japon       |    |                  |                  |                  |                  |                  |   |                      |                      |                      |                      |                      |
| 2003-2004 | Nikko Kobe IceBucks | Asia League | 16 | 1                | 5                | 6                | 41               | -                | - | -                    | -                    | -                    |                      |                      |
| 2004-2005 | Nikko Kobe IceBucks | Asia League | 38 | 6                | 8                | 14               | 55               | -                | - | -                    | -                    | -                    |                      |                      |
| 2005-2006 | Nikko Kobe IceBucks | Asia League | 33 | 6                | 6                | 12               | 50               | 3                | 0 | 2                    | 2                    | 2                    |                      |                      |
| 2006-2007 | Nikko Kobe IceBucks | Asia League | 32 | 7                | 10               | 17               | 28               | 7                | 1 | 3                    | 4                    | 22                   |                      |                      |
| 2007-2008 | Nikko Kobe IceBucks | Asia League | 30 | 4                | 8                | 12               | 48               | 3                | 0 | 0                    | 0                    | 0                    |                      |                      |

### En équipe nationale
| Année | Équipe | Compétition          |   | PJ | B | A | Pts | Pun          |  | Résultat |
| 2000  | Japon  | Championnat du monde | 6 | 0  | 0 | 0 | 0   | 16e position |  |          |

## Roller Hockey

### Carrière de joueur
Il participa en 2008 au Championnat du monde de roller in line hockey s'alignant pour le Japon.

### Statistiques
| Année | Équipe | Compétition                         |   | PJ | B | A | Pts | Pun         |  | Résultat |
| 2008  | Japon  | Championnat du monde in line div. 1 | 5 | 2  | 4 | 6 | 6.0 | 5e position |  |          |